# HMS Trumpeter (D09)
Pour les autres navires du même nom, voir HMS Trumpeter.
Le HMS Trumpeter était un porte-avions d'escorte de la classe Bogue construit aux États-Unis, dans le cadre de l'accord de prêt-bail, il fut livré à la Grande-Bretagne, ou cette catégorie de porte-avions formait la classe Ruler. Cette classe était constituée de cargos transformés qui étaient chargés en priorité d'escorter les convois dan l'Atlantique. Au total, 46 navires de ce genre furent réalisés en deux séries. Ils rendirent de précieux services aux Alliés car ils permettaient de consacrer les porte-avions plus gros à des tâches plus importantes, tout en luttant contre les sous-marins allemands.

## Historique
En août 1944, il participe à l'opération Goodwood qui vise à couler le cuirassé allemand Tirpitz